# آشوت‌هالوم
آشوت‌هالوم (به مجاری: Ásotthalom) یک منطقهٔ مسکونی در مجارستان است که در ناحیه موراهالوم واقع شده‌است. آشوت‌هالوم ۱۲۲٫۵۴ کیلومتر مربع مساحت و ۴٬۱۹۱ نفر جمعیت دارد.

## خواهرخوانده
شهر Bački Vinogradi خواهرخواندهٔ اشوتتهالوم هست.